# Donnazac
Donnazac (en occitan Donasac) est une commune française, située dans le nord-ouest du département du Tarn en région Occitanie. Sur le plan historique et culturel, la commune est dans le Gaillacois, un pays qui doit sa notoriété à la qualité de ses vins.
Exposée à un climat océanique altéré, elle est drainée par le ruisseau de Saint-Hussou et par divers autres petits cours d'eau.
Donnazac est une commune rurale qui compte 59 habitants en 2022, après avoir connu un pic de population de 189 habitants en 1846.  Ses habitants sont appelés les Donnazacois ou  Donnazacoises.

## Géographie

### Localisation
Située près de la Vère à quelques kilomètres d'Albi, précisément entre Gaillac et Cordes-sur-Ciel.

### Communes limitrophes
Les communes limitrophes sont  Cahuzac-sur-Vère, Cestayrols, Frausseilles, Noailles et Souel.
| Frausseilles     | Souel    |            |
|                  | Donnazac | Noailles   |
| Cahuzac-sur-Vère |          | Cestayrols |

### Hydrographie
La commune est dans le bassin de la Garonne, au sein du bassin hydrographique Adour-Garonne. Elle est drainée par le ruisseau de Saint-Hussou et par divers petits cours d'eau, qui constituent un réseau hydrographique de 3 km de longueur totale,.

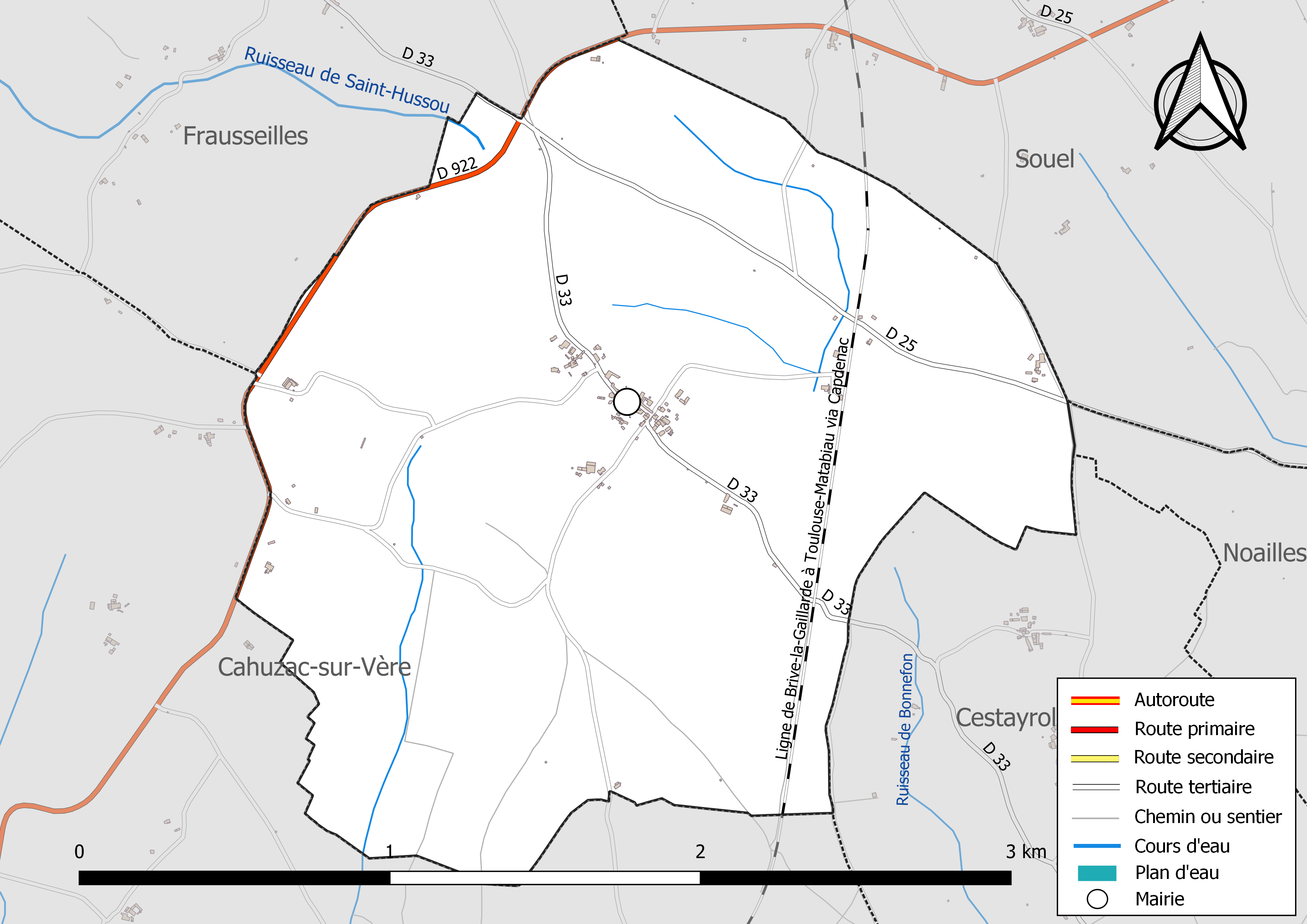
Réseaux hydrographique et routier de Donnazac.

### Climat
Pour des articles plus généraux, voir Climat de l'Occitanie et Climat du Tarn.
En 2010, le climat de la commune est de type climat du Bassin du Sud-Ouest, selon une étude du Centre national de la recherche scientifique s'appuyant sur une série de données couvrant la période 1971-2000. En 2020, Météo-France publie une typologie des climats de la France métropolitaine dans laquelle la commune est exposée à un climat océanique altéré et est dans la région climatique Aquitaine, Gascogne, caractérisée par une pluviométrie abondante au printemps, modérée en automne, un faible ensoleillement au printemps, un été chaud (19,5 °C), des vents faibles, des brouillards fréquents en automne et en hiver et des orages fréquents en été (15 à 20 jours).
Pour la période 1971-2000, la température annuelle moyenne est de 12,6 °C, avec une amplitude thermique annuelle de 15,8 °C. Le cumul annuel moyen de précipitations est de 828 mm, avec 10,1 jours de précipitations en janvier et 5,6 jours en juillet. Pour la période 1991-2020, la température moyenne annuelle observée sur la station météorologique de Météo-France la plus proche, « Albi », sur la commune du Sequestre à 16 km à vol d'oiseau, est de 13,8 °C et le cumul annuel moyen de précipitations est de 733,9 mm. 
La température maximale relevée sur cette station est de 42,3 °C, atteinte le 23 août 2023 ; la température minimale est de −20,4 °C, atteinte le 16 janvier 1985,,.
Les paramètres climatiques de la commune ont été estimés pour le milieu du siècle (2041-2070) selon différents scénarios d'émission de gaz à effet de serre à partir des nouvelles projections climatiques de référence DRIAS-2020. Ils sont consultables sur un site dédié publié par Météo-France en novembre 2022.

### Milieux naturels et biodiversité
Aucun espace naturel présentant un intérêt patrimonial n'est recensé sur la commune dans l'inventaire national du patrimoine naturel,,.

## Urbanisme

### Typologie
Au 1er janvier 2024, Donnazac est catégorisée commune rurale à habitat très dispersé, selon la nouvelle grille communale de densité à sept niveaux définie par l'Insee en 2022.
Elle est située hors unité urbaine et hors attraction des villes,.

### Occupation des sols
L'occupation des sols de la commune, telle qu'elle ressort de la base de données européenne d’occupation biophysique des sols Corine Land Cover (CLC), est marquée par l'importance des territoires agricoles (99,7 % en 2018), une proportion identique à celle de 1990 (99,7 %). La répartition détaillée en 2018 est la suivante : 
terres arables (39,5 %), cultures permanentes (37,6 %), zones agricoles hétérogènes (22,6 %), forêts (0,3 %). L'évolution de l’occupation des sols de la commune et de ses infrastructures peut être observée sur les différentes représentations cartographiques du territoire : la carte de Cassini (XVIIIe siècle), la carte d'état-major (1820-1866) et les cartes ou photos aériennes de l'IGN pour la période actuelle (1950 à aujourd'hui).

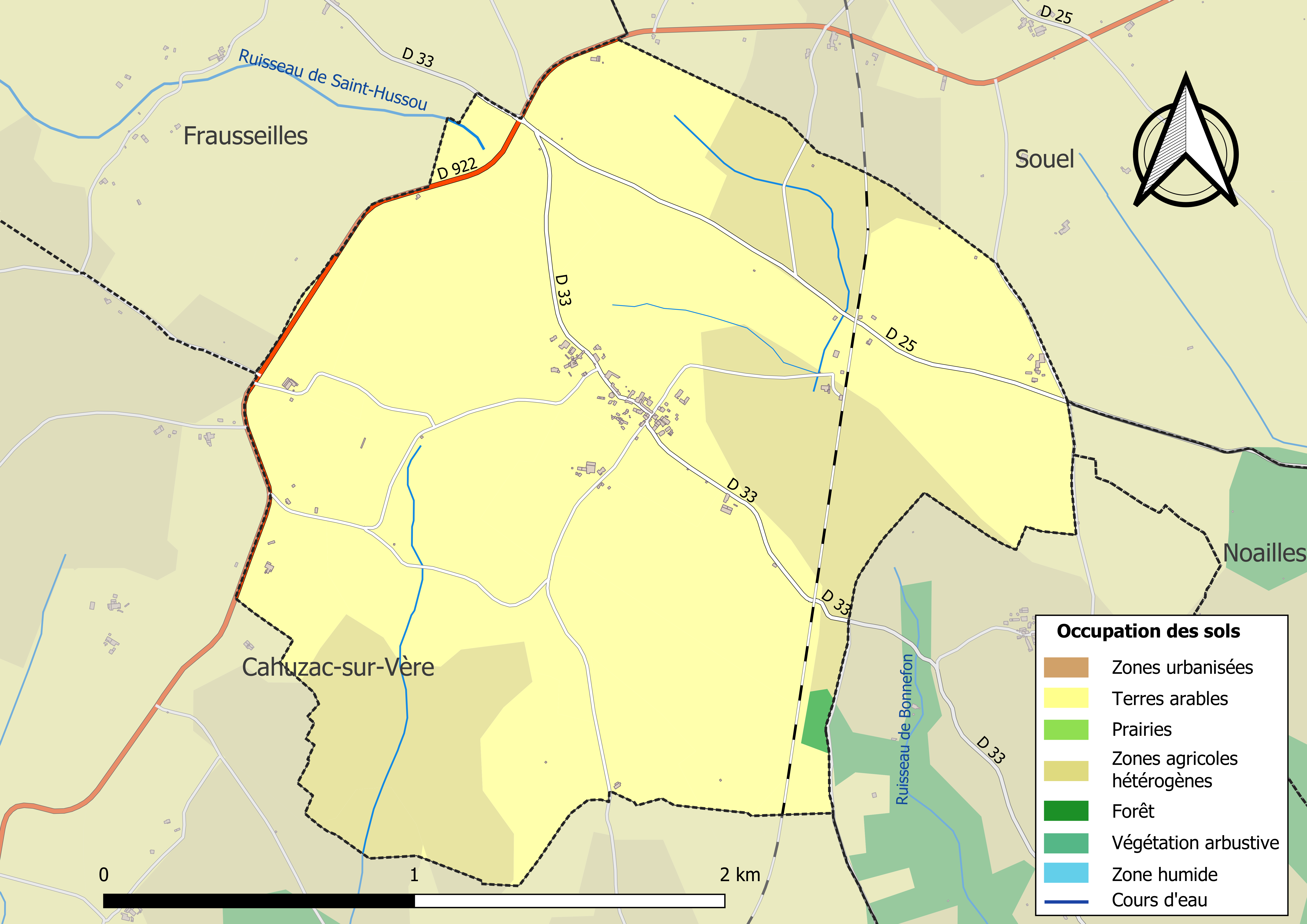
Carte des infrastructures et de l'occupation des sols de la commune en 2018 (CLC).

### Risques majeurs
Le territoire de la commune de Donnazac est vulnérable à différents aléas naturels : météorologiques (tempête, orage, neige, grand froid, canicule ou sécheresse), mouvements de terrains et séisme (sismicité très faible). Il est également exposé à un risque technologique,  le transport de matières dangereuses. Un site publié par le BRGM permet d'évaluer simplement et rapidement les risques d'un bien localisé soit par son adresse soit par le numéro de sa parcelle.

#### Risques naturels
Donnazac est exposée au risque de feu de forêt. En 2022, il n'existe pas de Plan de Prévention des Risques incendie de forêt (PPRif). Le débroussaillement aux abords des maisons constitue l’une des meilleures protections pour les particuliers contre le feu,.

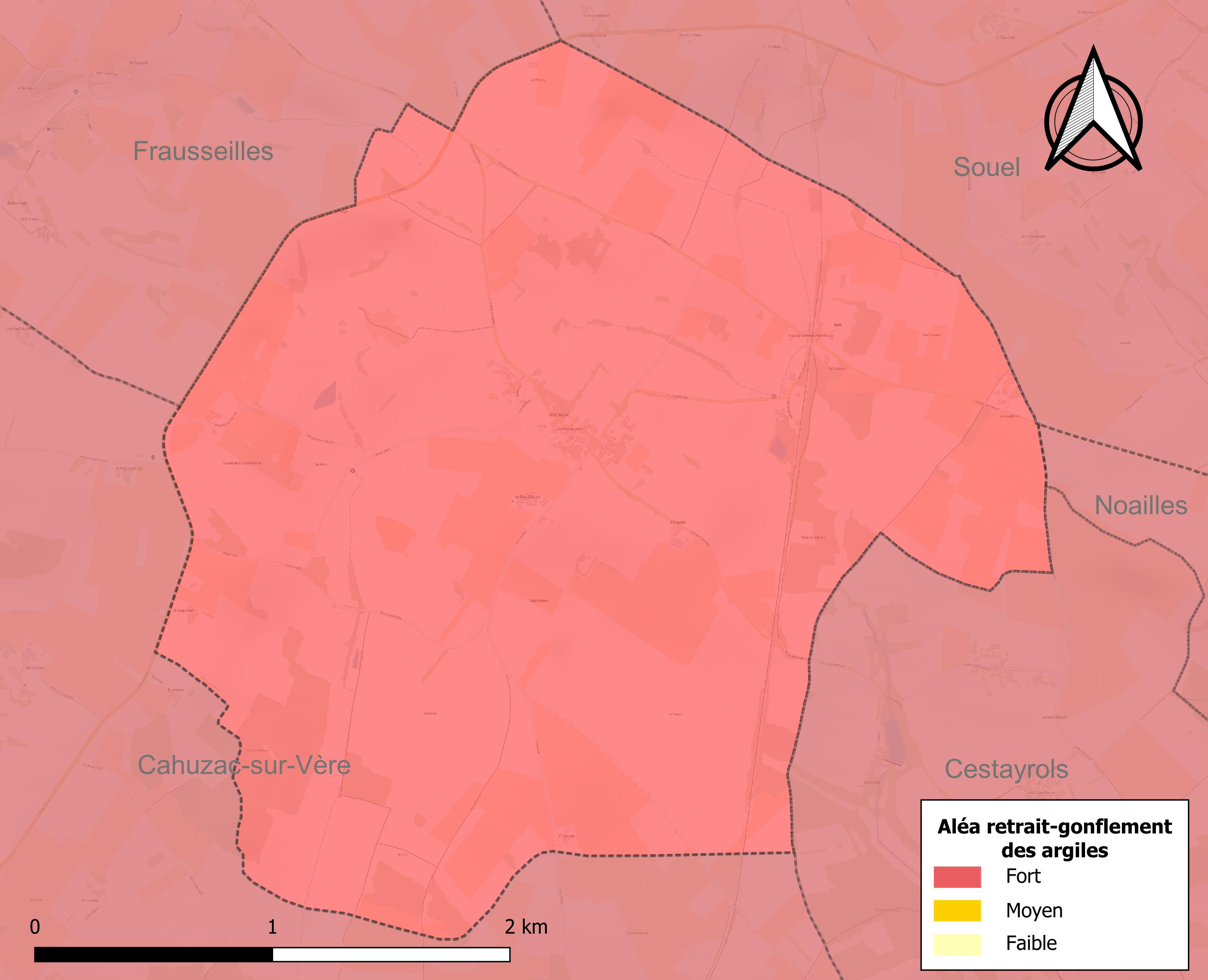
Carte des zones d'aléa retrait-gonflement des sols argileux de Donnazac.

La commune est vulnérable au risque de mouvements de terrains constitué principalement du retrait-gonflement des sols argileux. Cet aléa est susceptible d'engendrer des dommages importants aux bâtiments en cas d’alternance de périodes de sécheresse et de pluie. La totalité de la commune est en aléa moyen ou fort (76,3 % au niveau départemental et 48,5 % au niveau national). Sur les 43 bâtiments dénombrés sur la commune en 2019, 43 sont en aléa moyen ou fort, soit 100 %, à comparer aux 90 % au niveau départemental et 54 % au niveau national. Une cartographie de l'exposition du territoire national au retrait gonflement des sols argileux est disponible sur le site du BRGM,.
Par ailleurs, afin de mieux appréhender le risque d’affaissement de terrain, l'inventaire national des cavités souterraines permet de localiser celles situées sur la commune.
La commune a été reconnue en état de catastrophe naturelle au titre des dommages causés par les inondations et coulées de boue survenues en 1982 et 1994.

#### Risques technologiques
Le risque de transport de matières dangereuses sur la commune est lié à sa traversée par des infrastructures routières ou ferroviaires importantes ou la présence d'une canalisation de transport d'hydrocarbures. Un accident se produisant sur de telles infrastructures est susceptible d’avoir des effets graves sur les biens, les personnes ou l'environnement, selon la nature du matériau transporté. Des dispositions d’urbanisme peuvent être préconisées en conséquence.

## Histoire
En 972, Donnazac, alors nommée campanis de Donasac, fut cédé par l'évêque d'Albi Frotaire à l'abbaye Saint-Michel de Gaillac.

Au XIIIe siècle les dîmes étaient levées par les chevaliers de Rabastens seigneurs de Campagnac.
Donnazac fut plus tard englobé dans la châtellenie de Cahuzac et fit partie de cette commune à titre juratif.

Le roi de France qui était seigneur du village avait un droit de pesade. Initialement le village avait une redevance :
- par maison :
  - 3 quarterons de froment
  - 3 quarterons d'avoine
  - 1 géline[25]
- En commun :
  - 12 quintaux de foin.

Après un jugement de 1488 la redevance fut réduite à :
- En commun
  - 6 quintaux de foin.
  - 3 gélines
- toutefois 15 maisons devaient donner chacune en plus :
  - 1 géline
- 7 maisons devaient donner en plus :
  - du blé
  - de l'avoine

En 1568, durant les guerres de religion le village se soumit aux protestants.
Blason populaire : Les gens de Donnazac sont réputés ne pas aimer donner, sans doute à cause de la proximité entre le nom de Donnazac [en oc. pr. Dounazac] et le verbe donar [pr. douna). On dit de quelqu'un d'avare "Es pas passat a Donazac" (il n'est pas passé à Donnazac). Ex. on trouve dans les Contes e racontes del coronèl, p. 11 (éd. CCOA,2019): "Una femna que passava per fort avara, es pro dire qu'èra pas de Donazac, (...)"

## Politique et administration

### Liste des maires
| Période                                  | Période   | Identité            | Étiquette | Qualité |
| ---------------------------------------- | --------- | ------------------- | --------- | ------- |
| mars 1989                                | mars 2014 | Jean-Luc Fabre      |           |         |
| mars 2014                                |           | Caroline Breuillard |           |         |
| Les données manquantes sont à compléter. |           |                     |           |         |

### Intercommunalité
Le 1er janvier 2023, elle quitte la communauté d'agglomération Gaillac-Graulhet pour rejoindre la communauté de communes du Cordais et du Causse.

## Démographie

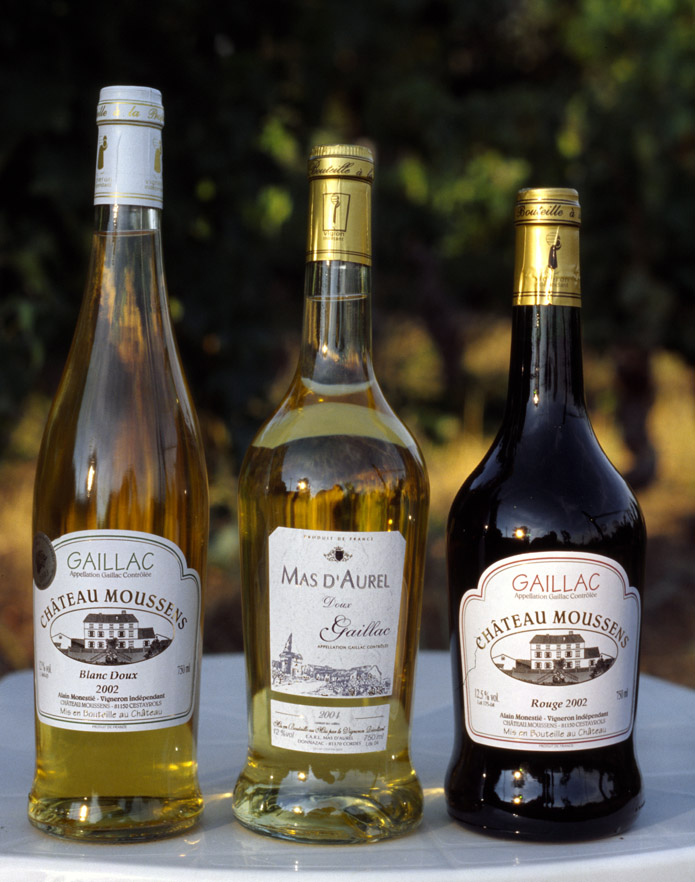
Trois gaillacoises.

| 1793 | 1800 | 1806 | 1821 | 1831 | 1836 | 1841 | 1846 | 1851 |
| ---- | ---- | ---- | ---- | ---- | ---- | ---- | ---- | ---- |
| 139  | 157  | 145  | 170  | 166  | 172  | 184  | 189  | 163  |

| 1856 | 1861 | 1866 | 1872 | 1876 | 1881 | 1886 | 1891 | 1896 |
| ---- | ---- | ---- | ---- | ---- | ---- | ---- | ---- | ---- |
| 166  | 157  | 176  | 146  | 154  | 163  | 144  | 153  | 137  |

| 1901 | 1906 | 1911 | 1921 | 1926 | 1931 | 1936 | 1946 | 1954 |
| ---- | ---- | ---- | ---- | ---- | ---- | ---- | ---- | ---- |
| 144  | 136  | 129  | 110  | 117  | 120  | 118  | 98   | 77   |

| 1962 | 1968 | 1975 | 1982 | 1990 | 1999 | 2005 | 2006 | 2010 |
| ---- | ---- | ---- | ---- | ---- | ---- | ---- | ---- | ---- |
| 69   | 84   | 71   | 50   | 62   | 85   | 92   | 92   | 84   |

| 2015 | 2020 | 2022 | - | - | - | - | - | - |
| ---- | ---- | ---- | - | - | - | - | - | - |
| 77   | 67   | 59   | - | - | - | - | - | - |

## Économie

### Emploi
|                | 2008  | 2013   | 2018   |
| -------------- | ----- | ------ | ------ |
| Commune        | 14 %  | 11,1 % | 10,5 % |
| Département    | 8,2 % | 9,9 %  | 10 %   |
| France entière | 8,3 % | 10 %   | 10 %   |

En 2018, la population âgée de 15 à 64 ans s'élève à 43 personnes, parmi lesquelles on compte 86,8 % d'actifs (76,3 % ayant un emploi et 10,5 % de chômeurs) et 13,2 % d'inactifs,. Depuis 2008, le taux de chômage communal (au sens du recensement) des 15-64 ans est supérieur à celui de la France et du département.
La commune est hors attraction des villes,. Elle compte 18 emplois en 2018, contre 22 en 2013 et 18 en 2008. Le nombre d'actifs ayant un emploi résidant dans la commune est de 33, soit un indicateur de concentration d'emploi de 56 % et un taux d'activité parmi les 15 ans ou plus de 55 %.
Sur ces 33 actifs de 15 ans ou plus ayant un emploi, 11 travaillent dans la commune, soit 35 % des habitants. Pour se rendre au travail, 79,3 % des habitants utilisent un véhicule personnel ou de fonction à quatre roues, 6,9 % s'y rendent en deux-roues, à vélo ou à pied et 13,8 % n'ont pas besoin de transport (travail au domicile).

### Activités hors agriculture
9 établissements sont implantés  à Donnazac au 31 décembre 2019.
Le secteur de l'administration publique, l'enseignement, la santé humaine et l'action sociale est prépondérant sur la commune puisqu'il représente 33,3 % du nombre total d'établissements de la commune (3 sur les 9 entreprises implantées  à Donnazac), contre 15,5 % au niveau départemental.

### Agriculture
|               | 1988 | 2000 | 2010 | 2020 |
| ------------- | ---- | ---- | ---- | ---- |
| Exploitations | 10   | 7    | 5    | 5    |
| SAU (ha)      | 307  | 317  | 293  | 133  |

La commune est dans le Gaillacois, une petite région agricole au sous-sol argilo-graveleux et/ou calcaire dédiée à la viticulture depuis plus de 2000 ans, située dans le centre-ouest du département du Tarn. En 2020, l'orientation technico-économique de l'agriculture  sur la commune est la viticulture. Cinq exploitations agricoles ayant leur siège dans la commune sont dénombrées lors du recensement agricole de 2020 (dix en 1988). La superficie agricole utilisée est de 133 ha,,.

## Culture locale et patrimoine

### Lieux et monuments
- L'église Saint-Jacques de Donnazac. L'édifice est référencé dans la base Mérimée et à l'Inventaire général Région Occitanie[35].
- Quelques maisons de maître (fin XVIIIe).
- Typiques pigeonniers du Tarn.

### Héraldique
| Blason de Donnazac | Blason  | D'argent à la grappe de raisin d'or tigée et feuillée de sinople; au chef de gueules chargé de trois coquilles d'or. |
| Blason de Donnazac | Détails | Le statut officiel du blason reste à déterminer.                                                                     |